# Molapowabojang
Molapowabojang is een dorp in het district Southern in Botswana. De plaats telt 7520 inwoners (2011).